# Constituição dos Atenienses
A Constituição dos Atenienses (em grego antigo: Ἀθηναίων πολιτεία, translit. Athēnaion politeia; latim: Atheniensium Respublica) é uma obra antiga, atribuída a Aristóteles e seus discípulos, que descreve o regime político de Atenas.
Escrita provavelmente entre 332 a.C. e 322 a.C., só se tornou mais conhecida, ainda que em fragmentos, no final do século XIX, quando foi encontrada, ainda em sua forma original, no Egito. O livro registra as várias formas e alterações constitucionais pelas quais passou a cidade de Atenas, por obra dos seus grandes legisladores, tais como Drácon, Sólon, Pisístrato, Clístenes e Péricles.
A obra também pode ser lida como uma história política da cidade.

## Traduções em português
- Aristóteles. Constituição dos Atenienses. Introdução, tradução do Grego e notas de Delfim Ferreira LEÃO. Lisboa: Fundação Calouste Gulbenkian, 2003.
- Aristóteles. Constituição de Atenas. Tradução do grego e notas de Edson BINI. São Paulo: Edipro, 2012. 128p. ISBN 9788572837095